# 阿塔拉亚 (贝拉瓜斯省)
阿塔拉亚是巴拿马贝拉瓜斯省阿塔拉亚区的一个城市，2010年是人口为4,924，是阿塔拉亚区的区治。该市2000年时人口为5,737，1990年时人口为4,449。